# José Ignacio Ceniceros
José Ignacio Ceniceros González (Villoslada de Cameros, 11 de mayo de 1956) es un político y funcionario español.
Ocupó el cargo de presidente de la comunidad autónoma de La Rioja entre 2015 y 2019. Antes había sido presidente del Parlamento de La Rioja desde 1999 a 2015, durante la V, VI, VII y VIII Legislatura de la Cámara legislativa regional.
Afiliado al Partido Popular, fue secretario general del partido en La Rioja desde 1988 hasta 1990 y desde 1993 hasta 1999. Es el actual presidente del Partido Popular de La Rioja, y como tal, también forma parte de la Junta Directiva Nacional del Partido Popular.

## Biografía

### Familia
José Ignacio Ceniceros González nació el 11 de mayo de 1956 en Villoslada de Cameros, un municipio riojano ubicado en la Sierra de Cameros. Es hijo de Siro Ceniceros Vallejo, alcalde durante veintiséis años de Villoslada de Cameros, natural de San Millán de la Cogolla y fallecido en 2006 y de Eusebia González y Pinillos, nacida en Villoslada de Cameros. Tiene tres hermanos, Jesús, Francisco Javier y Siro, y buena parte de su familia materna reside en Chile, como consecuencia de la fuerte emigración que se produjo a América desde Villoslada de Cameros en el primer tercio del siglo XX.
Está casado con María Ramos de Marcos Navajas, natural de Islallana, y es padre de una hija, Beatriz.

### Formación
Tras cursar los primeros estudios en su localidad natal, Ceniceros González, se trasladó a Logroño, donde permaneció en el internado de los Padres Salvatorianos hasta que finalizó su formación escolar. Posteriormente, se licenció en magisterio en la Escuela Universitaria de Magisterio de Logroño, dependiente de la Universidad de Zaragoza.
Tras realizar prácticas como maestro en el Colegio Rey Pastor de Logroño, Ceniceros González aprobó las oposiciones para Instituciones Penitenciarias y se incorporó en 1981. Como funcionario del Estado estuvo destinado en los centros penitenciarios de Soria, Alcalá Meco y Logroño, donde tuvo como compañero a José Antonio Ortega Lara, con quien le une una gran amistad. Durante el secuestro de Ortega Lara, el más largo de la historia de España, Ceniceros González no faltó a las concentraciones semanales convocadas por sus compañeros en la prisión de Logroño y fue una de las voces que más clamaron por la unidad de los demócratas contra el terrorismo y por la liberación.

## Carrera política
José Ignacio Ceniceros ha ocupado diferentes responsabilidades orgánicas en el Partido Popular de La Rioja. Asumió la Secretaría General de Alianza Popular en La Rioja en 1988, siendo presidente del partido Joaquín Espert Pérez-Caballero. Un año después, en 1989, se produciría la constitución del Partido Popular como resultado de la refundación de AP, Democracia Cristiana (antes PDP) y el Partido Liberal. 
En las elecciones generales de ese mismo año fue elegido senador junto a los candidatos del PP Domingo Álvarez Ruiz de Viñaspre e Isabel San Baldomero y el socialista Ignacio Díez González.
Durante la IV Legislatura de la Cámara Alta, Ceniceros González fue vicepresidente segundo de la Comisión de Peticiones y Vocal de la Comisión de Educación, Universidades, Investigación y Cultura, y de la Comisión de Justicia.
Con anterioridad fue, durante dos etapas, senador. De 1989 a 1993 fue elegido senador por La Rioja en las elecciones a Cortes Generales y de 1995 a 1999 fue designado por el Parlamento de La Rioja senador autonómico. Durante su primera etapa en el senado participó, en calidad de vocal, en la Comisión de Justicia e Interior, y en la Comisión de Defensa. Como senador autonómico en la Cámara Alta fue portavoz adjunto de la Comisión de Defensa y vocal de la Comisión General de las Comunidades Autónomas.
Durante esta etapa, dejó la Secretaría General del Partido de 1990 a 1993, que fue ocupada por Pedro Sanz Alonso.
En 1995 adquirió el acta de diputado del Parlamento de La Rioja y fue designado senador en representación de la Cámara riojana. Formó parte de la Cámara Alta durante el último año de la V Legislatura y los tres primeros de la VI Legislatura. En este periodo, José Ignacio Ceniceros fue ponente de la proposición de Ley Orgánica sobre modificación de la Ley Orgánica General Penitenciaria y del proyecto de Ley sobre medidas de control de sustancias químicas catalogadas susceptibles de desvío para la fabricación ilícita de drogas. En la VI Legislatura del Senado también participó como vocal de la Comisión mixta para la plena profesionalización de las fuerzas armadas.
Como diputado del Grupo Parlamentario Popular en la Cámara riojana presidió la Comisión Institucional de Desarrollo Estatutario y de Régimen de la Administración Pública; fue vicepresidente de la Comisión de Obras Públicas, Transportes, Urbanismo y Vivienda; miembro de la Comisión de Reglamento y Estatuto del Diputado y de la Ponencia encargada de estudiar la reforma del Estatuto de Autonomía de La Rioja. Fruto del trabajo de la ponencia, el Estatuto de Autonomía de La Rioja fue reformado por segunda vez en 1999, incorporando nuevas competencias exclusivas.

### Presidencia del Parlamento de La Rioja
En 1999 fue elegido presidente del Parlamento de La Rioja, cargo que ocupó durante cuatro legislaturas consecutivas. En la cámara riojana también fue presidente de la Comisión de Reglamento y Estatuto del Diputado y de la Diputación Permanente.
Bajo su mandato, la Cámara reunió en San Millán de la Cogolla a todos los ponentes que redactaron el Estatuto de Autonomía de La Rioja, la asamblea que se denominó de los Treintaidosantes, y les tributó un homenaje en nombre de la sociedad riojana. Igualmente, la Cámara celebró efemérides significativas en la historia autonómica, como el 25 aniversario de la celebración de las primeras elecciones democráticas y la constitución del Parlamento de La Rioja, y el doscientos aniversario de la Convención de Santa Coloma, una reunión de representantes municipales que en 1812 trasladaron a las Cortes de Cádiz la petición de que la provincia se gobernase por sí misma. 
Ceniceros González fue durante 2001 presidente de la Coprepa, la Conferencia de Presidentes de Parlamentos Autonómicos españoles, y como tal, acogió en la cámara riojana el encuentro anual, que fue clausurado por Esperanza Aguirre, entonces presidenta del Senado.
Durante su etapa como presidente del Parlamento de La Rioja la Cámara aprobó 138 leyes, de ellas, más del 25 % fueron respaldadas por unanimidad de los grupos parlamentarios. 

### Presidencia del Gobierno de La Rioja

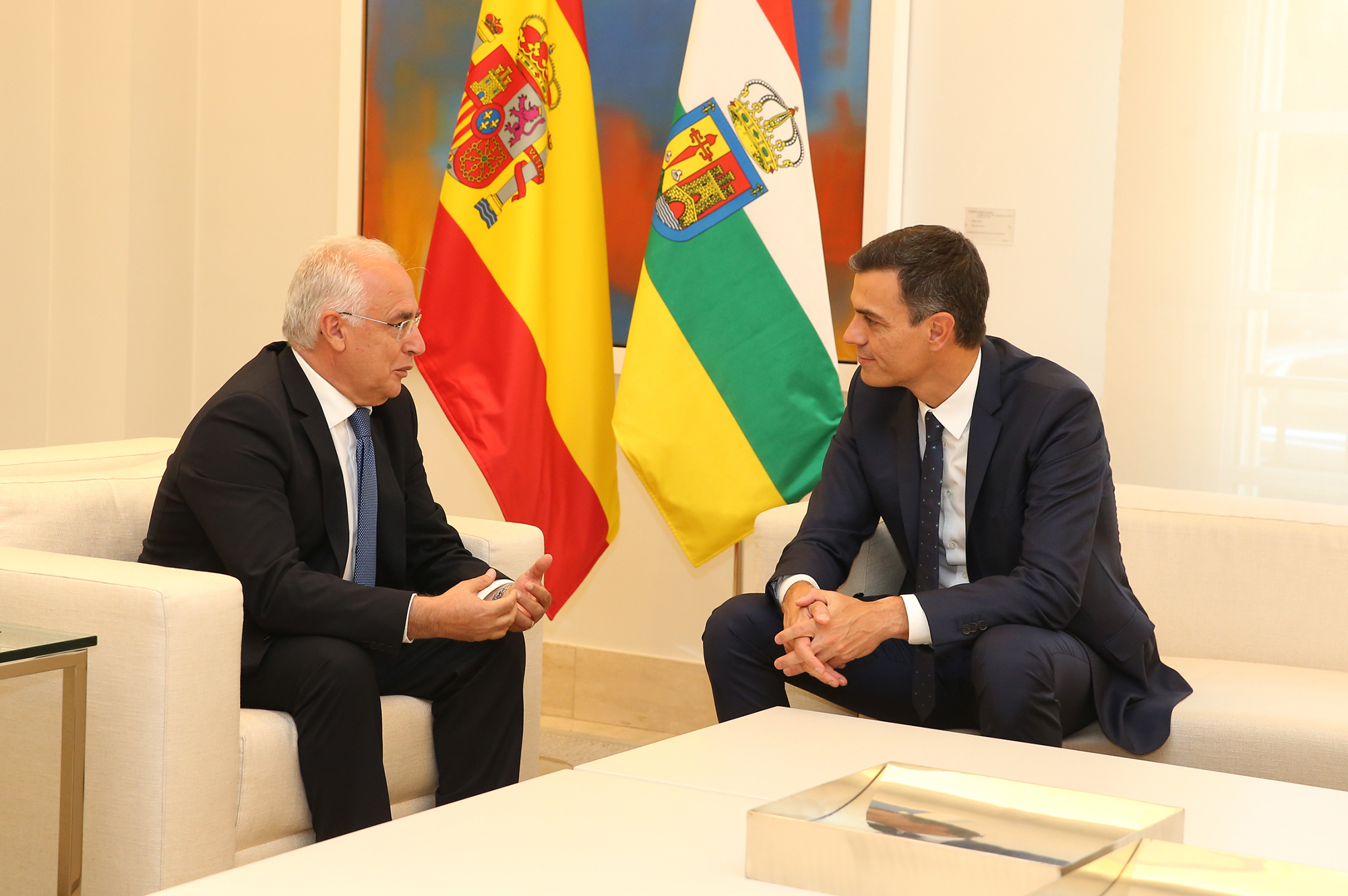
Juan Ignacio Ceniceros junto con el presidente del Gobierno español, Pedro Sánchez, en el Palacio de la Moncloa (2018).

En las elecciones autonómicas del 24 de mayo de 2015, José Ignacio Ceniceros concurrió a las elecciones municipales como candidato a la alcaldía de su pueblo natal, Villoslada de Cameros, obteniendo el respaldo mayoritario de sus vecinos. Una vez propuesto candidato a la Presidencia del Gobierno de La Rioja renunció a la alcaldía.
Los resultados obtenidos por el Partido Popular en La Rioja, 15 diputados, requerían el apoyo o la abstención de otra de las formaciones con representación en la Cámara tanto para la elección de la Presidencia del Parlamento como de la Presidencia de la Comunidad Autónoma. Tras diversas reuniones con el Grupo Parlamentario de Ciudadanos, los dos partidos firmaron un acuerdo de investidura y por la gobernabilidad de La Rioja. 
El 16 de junio de 2015 Pedro Sanz anuncia que no se presenta como candidato a la investidura como presidente de la comunidad autónoma y anuncia que el Grupo Popular propondrá a José Ignacio Ceniceros. El 3 de julio de 2015 Ceniceros fue investido por el Parlamento de La Rioja y tomó posesión del cargo cinco días después.
El 30 de junio y el 1 de julio se celebró la sesión de investidura, el 3 de julio se celebró su elección y en la sesión plenaria del 8 de julio de 2015, celebrada por primera vez en la sede del Parlamento de La Rioja, tomó posesión del cargo de presidente.

## Distinciones
José Ignacio Ceniceros fue distinguido en el Parlamento con el Premio de Servicios Sociales, el Bastón de Plata de la ONCE y el Premio al Voluntariado otorgado por Cruz Roja, entre otros.
Ceniceros González pertenece al Solar de Tejada desde 2004. 

## Cargos
- Presidente de la comunidad autónoma de La Rioja (2015-2019)
- Presidente de la comisión SEDEC del Comité Europeo de las Regiones 2017-2020. Sexto Mandato (5 años, turno de 2 años y medio)
- Miembro del Comité Europeo de las Regiones desde: 18.09.2015[5]
- Alcalde de Villoslada de Cameros (2015)
- Vicesecretario de Organización del Partido Popular de La Rioja (2004-2017)
- Presidente del Parlamento de La Rioja (1999-2015)
- Vicepresidente segundo del Parlamento de La Rioja (2019-)
- Senador autonómico de 1995-1999
- Diputado regional (1995-)
- Senador de 1989-1993
- Secretario general del Partido Popular de La Rioja (1988-1990/1993-1999)